# Golden Wonder Holland

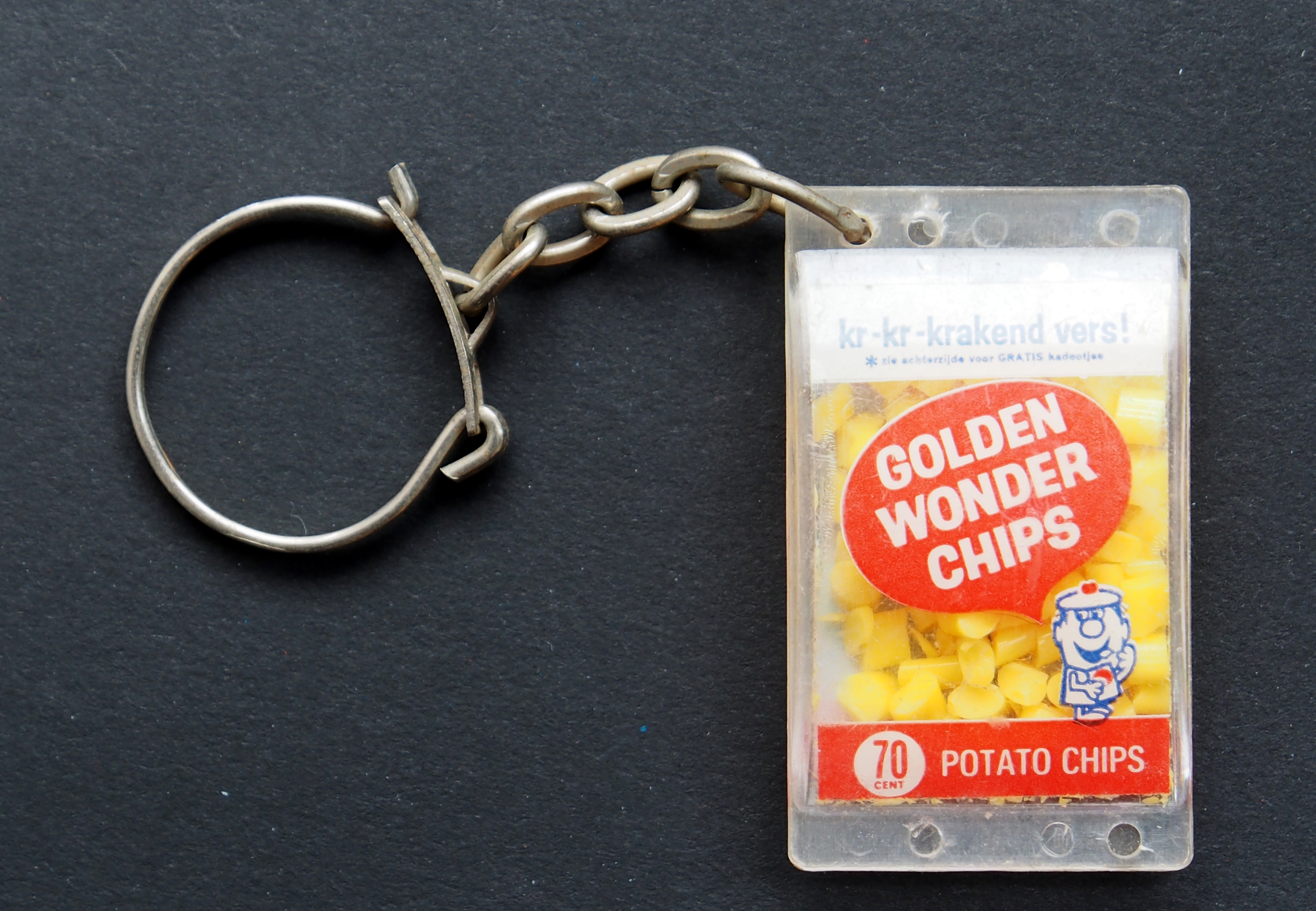
Sleutelhanger Golden Wonder

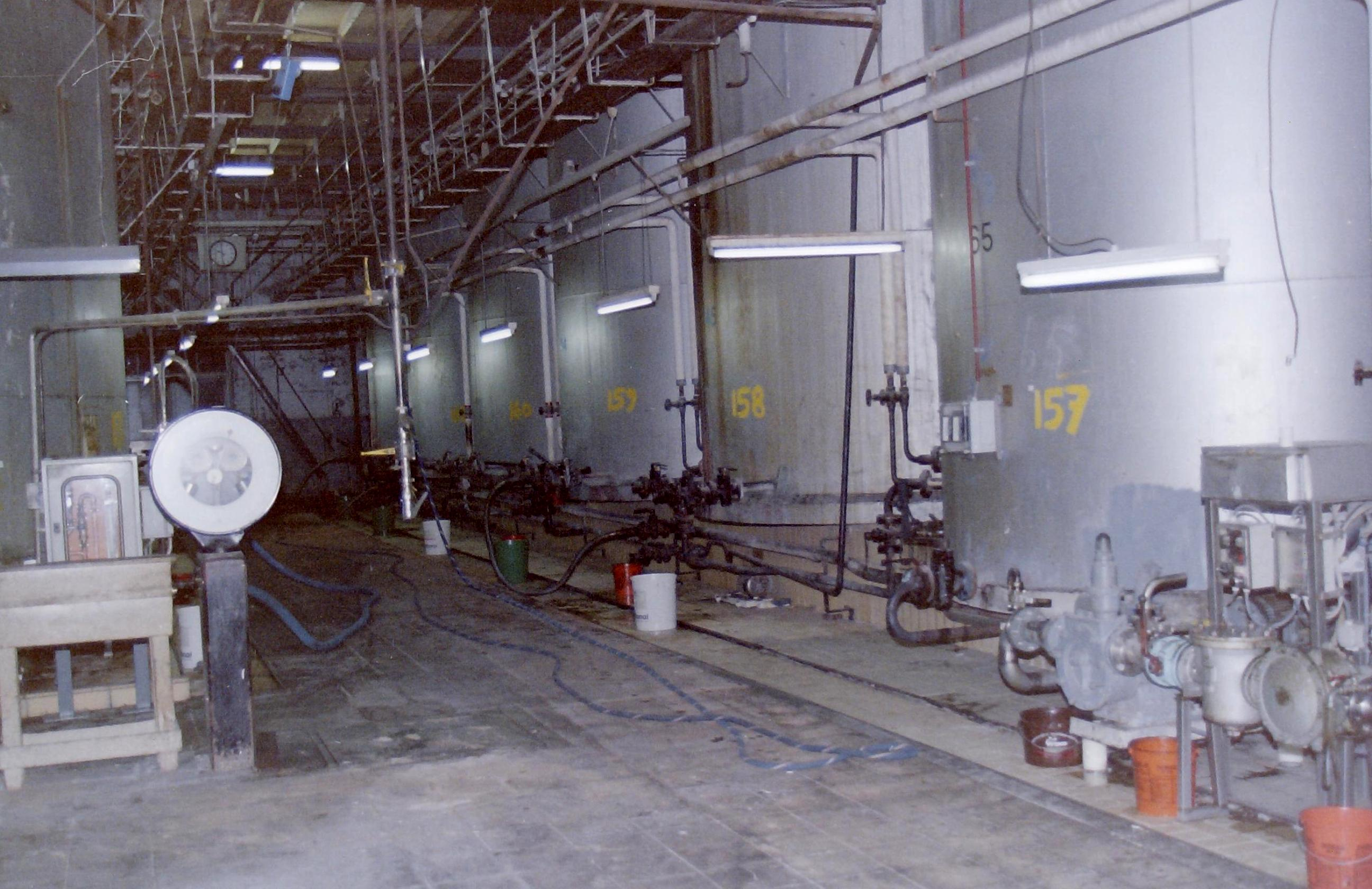
Olieopslag fabriek Zwolle in 1989

Golden Wonder Holland B.V. was een onderneming die voornamelijk aardappelchips produceerde maar eerder ook margarine, plantaardige olie en sauzen maakte. Golden Wonder werd in 1947 in Engeland opgericht door bakker William Alexander in Stockbridge, Edinburgh en genoemd naar het aardappelras 'Golden Wonder'. Het bedrijf bezat in het Verenigd Koninkrijk vijf fabrieken waarvan de fabriek in Crumlin alleen noedels produceerde.
Golden Wonder werd in 1960 overgenomen door Imperial Tobacco die het chipsmerk flink promootte in concurrentie met andere chipsmerken zoals Smith's. In 1986 werd Imperial overgenomen door Hanson Trust plc. Deze splitste bedrijf op om het in delen te verkopen. Golden Wonder werd nog in hetzelfde jaar overgenomen door Dalgety. In 2006 kwam de chipsfabrikant in handen van het Noord-Ierse Tayto.

## Geschiedenis
In 1966 begon Golden Wonder samen met Koninklijke Zwanenberg Organon (voorganger van AKZO) een chipsfabriek in Deventer onder de naam Golden Wonder Holland. Om een plek op de markt te veroveren volgde het bedrijf een agressieve verkoopstrategie; de chips werden onder de gangbare prijs aangeboden. Het eerste slachtoffer in de branche was Dam-chips uit Hoofddorp dat in 1975 failliet ging.
In 1969 verkocht Zwanenberg zijn aandeel aan Imperial. Golden Wonder begon vervolgens in Nederland te diversificeren. In 1970 kocht het Olie- en veevoederfabrieken Reinders in Zwolle en maakte dat tot hoofdkantoor. In 1972 nam het Ten Hove, een olie- en veevoederfabriek, in Deventer over. De olieproductie door Ten Hove werd al spoedig gestaakt, de veevoederactiviteiten kwamen terecht bij het Deventer Mengvoeder Centrale het veevoederbedrijf.
Frisdrankenfabrikant Raak te Utrecht werd in 1977 overgenomen van Grace. De Noord Nederlandse Margarinefabriek in Bolsward werd in 1981 gekocht van Niemeyer. In 1987 werd  de N.V.Preservenbedrijf uit Breda overgenomen van Nutricia, hierdoor kreeg Golden Wonder het zoutjesmerk Nibb-it in handen.
In 1989 werd de sauzenfabriek van Golden Wonder in Zwolle overgenomen door Remia dat de productie rond 1996 verplaatste naar Den Dolder.
In 1994 verplaatste Dalgety de chips activiteiten van de Preservenfabriek van Breda naar Deventer en verkocht vervolgens de fabriek daar aan Croky. Dat was een merk van Westimex, onderdeel van United Biscuits. In 1997 nam PepsiCo alle chips activiteiten van United Biscuits over, behalve het merk Croky voor de Benelux en de fabriek in Deventer. Croky (Benelux) en de fabriek in Deventer kwamen in 2004 in handen van Roger & Roger, dat de productie vervolgens overhevelde naar hun fabriek in Moeskroen. De ex-Golden Wonder vestiging werd definitief gesloten.
Raak werd in 1997 verkocht aan United Soft Drinks in Utrecht.

## Fabriekscomplex Zwolle
Het Golden Wonder-complex tussen de Bankastraat en de Boerendanserdijk in Zwolle omvatte fabriekspanden, een kantoorpand en een portierswoning. Het grootste en oudste fabriekspand stond in 2001 ongeveer zeven jaar leeg, het kantoorpand een jaar. Deze twee panden werden in de zomer van dat jaar gekraakt; er trokken tussen de tien en 25 mensen in het ontstane kraakdorp. Na een rechtszaak, waarin de rechter bepaalde dat de krakers tot de sloop konden blijven, woonden er ongeveer dertig mensen.
Ongeveer een jaar na de kraak werden de panden gesloopt om op die plaats te kunnen bouwen. In de zomer van 2007 werd een start gemaakt met het woningbouwproject Molen Oever. Deze buurt werd in 2009 opgeleverd.
De portierswoning uit 1915 die achter molen De Passiebloem aan de Boerendanserdijk staat bleef in stand. Omdat het pand als Zwols industrieel erfgoed werd gezien volgde in 2011 een renovatie nadat het door een Zwolse vastgoedondernemer was aangekocht.

### Afbeeldingen

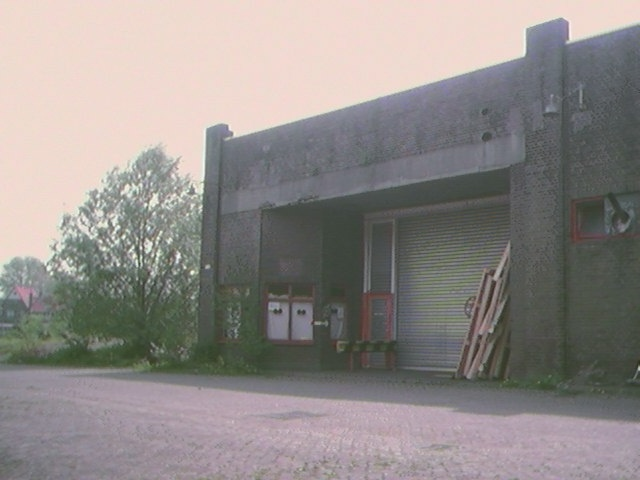
Vooraanzicht van fabrieksgebouw in de tijd van de kraak.
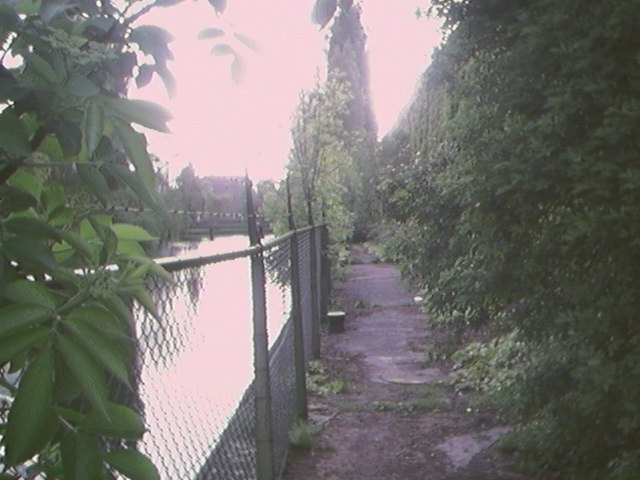
Achterkant van het fabrieksgebouw in de tijd van de kraak.
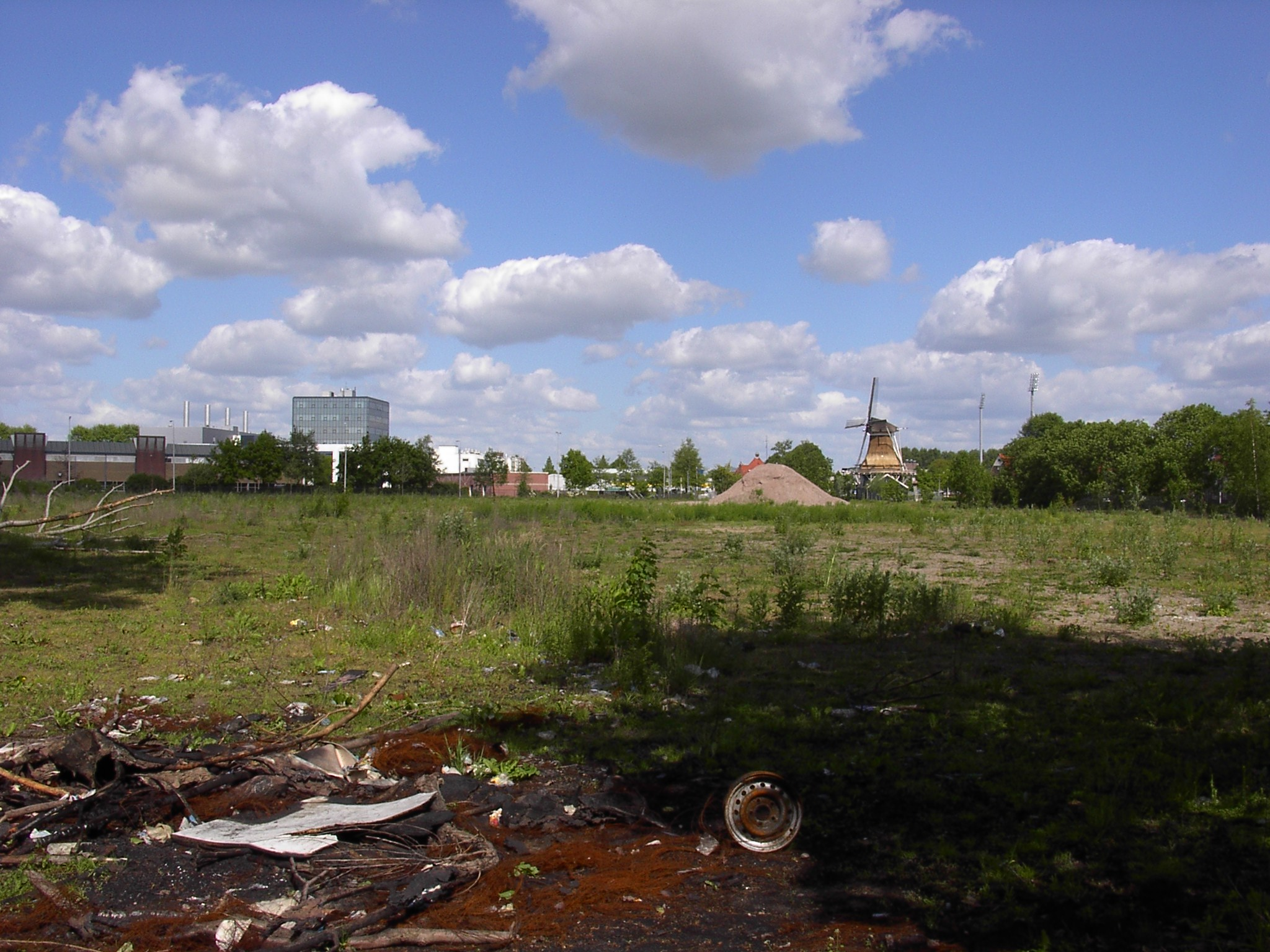
Het braakliggende terrein met wilde planten.
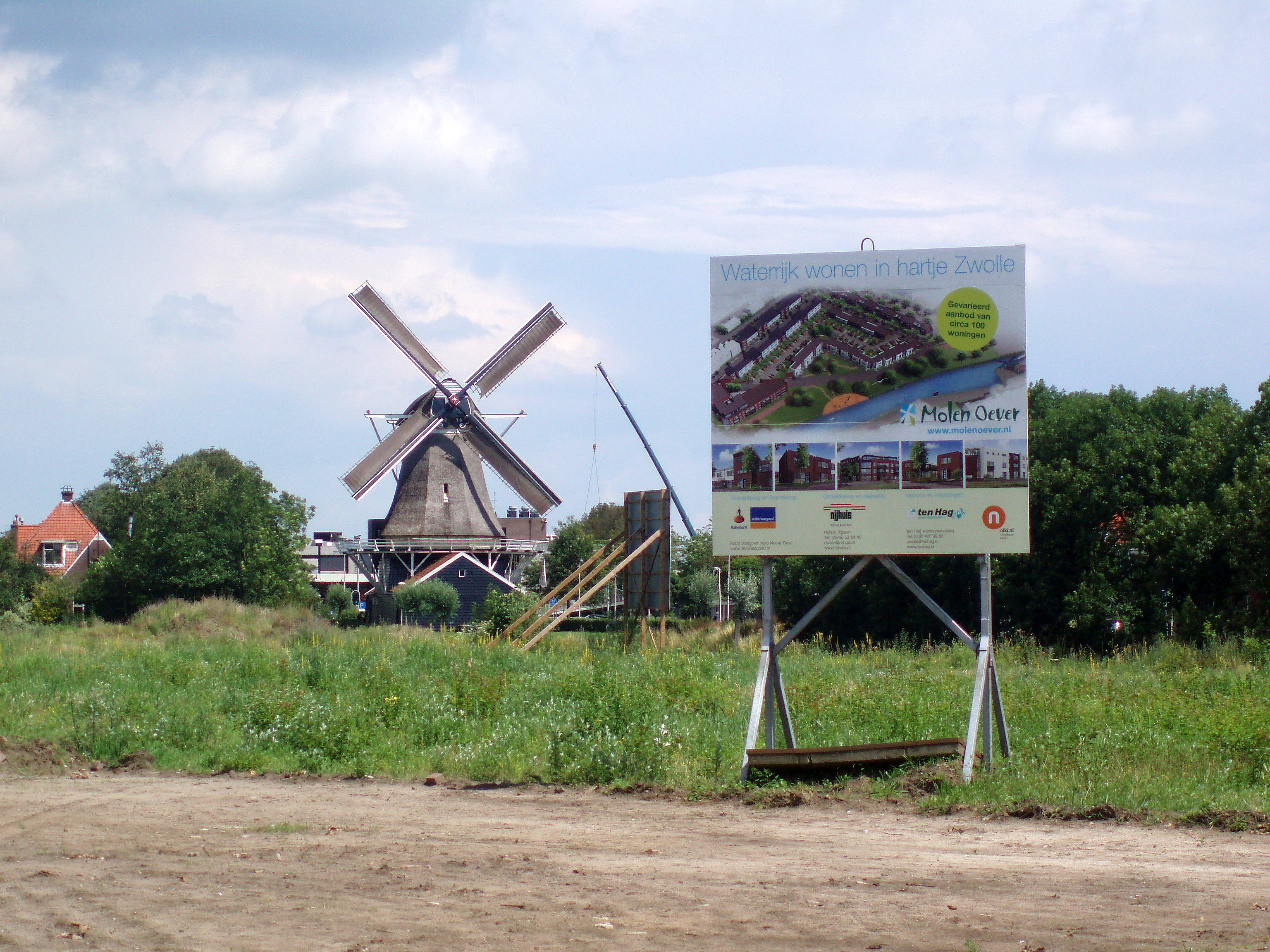
Aankondiging van het project 'Molen Oever' in juli 2007.